# 박소 (음식)
박소(인도네시아어: bakso)는 쇠고기풀로 만든 고기완자이다. 인도네시아에서 먹는다.

## 종류
- 박소 바비

## 같이 보기
- 미 박소